# Medalla de Oro Kurchátov
La Medalla de Kurchátov, o Medalla de Oro de Kurchátov es un premio que otorgó la Unión Soviética (1962-1989), y que luego de la disolución de la URSS, reanudó Rusia desde 1998, que celebra los logros destacados en la física nuclear y en el campo de la energía nuclear.

## Historia
La Academia de Ciencias de la URSS estableció este premio el 9 de febrero de 1960 en honor de Ígor Kurchátov, en reconocimiento de su vida llena de contribuciones en los campos de la física nuclear, la energía nuclear y la ingeniería nuclear. Kurchátov fue también homenajeado al re-nombrarse el instituto de investigaciones nucleares que él fundó, como el Instituto Kurchátov.

## Modalidad
El premio Medalla de Kurchátov fue otorgado cada 3 años a partir de 1962 hasta 1989 por la Unión Soviética. Tras la disolución de la URSS, el premio ha sido reanudado por la Federación de Rusia a partir del año 1998, y desde ese entonces la modalidad de entrega es irregular (desde el año 2003 se entrega cada 5 años).

## Ganadores de la Medalla de Oro Kurchátov

### Premios de la Unión Soviética (1962-1989)
- 1962: Piotr Spivak y Yuri Prokófiev
- 1965: Yuri Prokoshkin, Vladímir Rykalin, Valentín Petrujin y Anatoli Dunáitsev
- 1968: Anatoli Aleksándrov
- 1971: Isaac Kikoin
- 1974: Yuli Jaritón y Savely Moiséievich Feinberg
- 1977: Yákov Zeldóvich y Fiódor Shapiro
- 1980: Isay Izráilevich Gurévich y Borís Nikolski
- 1981: William d'Haeseleer (premio extranjero)
- 1983: Vladímir Mostovoy
- 1986: Benedict Dzelépov y Leonid Ponomariov
- 1989: Gueorgui Fliórov y Yuri Oganesián

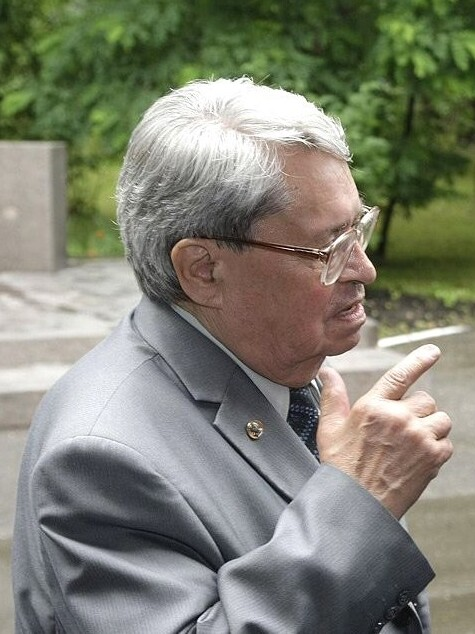
Yuri Trútnev, padre de la Bomba del Zar, la más poderosa jamás creada.

### Premios de Rusia (desde 1998)
- 1998: Alekséi Ogloblin
- 2000: Nicolái Dollezhál
- 2003: Yuri Trútnev
- 2008: Oleg Filátov
- 2013: Yevgueni Avrorin